# Семейный портрет с посторонним
«Семейный портрет с посторонним» — комедия Степана Лобозёрова, написанная в 1991 году. В 2004 году по пьесе снят фильм «Именины» (режиссёры Валерий Наумов, Андрей Черных).

## Персонажи
- Тимофей
- Катерина
- Таня
- Бабка
- Михаил
- Виктор

## Сюжет
Молодой художник Виктор приезжает в деревню работать в местном клубе и по совету кладовщика Михаила поселяется в «гостинице» — комнате в частном доме, которую хозяева сдают приезжим. На первый взгляд — обычная семья с обычными проблемами и мелкими ссорами: Тимофей лежит со сломанной ногой и требует к себе повышенного внимания, жена Катерина ругает его за пьянство, дочь Таня мечтает о чистой любви и поступлении в институт, бабка острит и философствует, да ещё кошка на чердаке в очередной раз приносит котят. Однако Михаил, заметив интерес Виктора к Тане, предупреждает: семья вроде бы не в себе, «все со справками», а бабка вообще всю жизнь в психушке провела. То же самое он рассказывает хозяевам о постояльце. Постепенно в доме воцаряется атмосфера подозрительности, недоверия: любые действия и поступки, незначащие слова истолковываются каждым по-своему, комические недоразумения множатся, пока ситуация не запутывается окончательно.

## Отзывы о пьесе
В. П. Астафьев

«Простой, добрый и веселый спектакль. Такого озорного спектакля в наших театрах давно не было».

«Московская правда», 1995 г.

В «Семейном портрете с посторонним» художник представил нам все детали быта деревенской семьи среднего достатка, и в эту незатейливую обстановку на редкость органично вписались персонажи спектакля. Здесь все такое узнаваемое, близкое, понятное, нелепое и горько-смешное, как сама наша жизнь, что публика принимает спектакль буквально на ура.

## Театральные постановки
- 1993 — Большой драматический театр имени Г. А. Товстоногова, режиссёр А. Н. Максимов, в ролях Е. К. Чудаков (Тимофей), Н. Н. Усатова (Катерина), Т. А. Аптикеева и Е. Е. Перцева (Таня), В.П.Ковель и М. К. Адашевская (бабка), И. Р. Лифанов и К. А. Полухин (Михаил), Я. Ю. Цапник и А. В. Шварц (Виктор)
- 1993 — Государственный академический русский театр драмы имени М. Ю. Лермонтова, режиссёр Юрий Ханинга-Бекназар, Владимир Толоконников (Тимофей), Валентина Зинченко (Катерина), Ольга Ландина и Татьяна Эйнис (Таня), Татьяна Банченко (бабка), Юрий Болдырев (Михаил), Сергей Уфимцев (Виктор)
- 1993 — Саратовский ТЮЗ им. Ю. П. Киселёва, постановка Александра Яковлевича Соловьёва.
- 1993 — (под названием «Страсти под крышей») Екатеринбургский государственный академический театр драмы, режиссёр Владимир Марченко, в ролях Вячеслав Кириличев (Тимофей), Татьяна Голубева (Катерина), Наталия Иванова (Таня), Андрей Кылосов (Михаил), Анатолий Жигарь (Виктор), Вероника Белковская (бабка)
- 1993 — (под названием «Страсти под крышей») Брянский областной драматический театр. Режиссёр — Эдуард Купцов. В ролях: Иосиф Камышев (Тимофей), Лина Захарова (Бабка), Лариса Зимникова, Валентина Мусатова, Нина Камышева (Катерина), Александр Морозов, Дмитрий Докучаев, Александр Кулькин (Мишка), А. Борисенко, А. Воронов, Юрий Киселев (Виктор), Светлана Малькина, Ирина Никифорова, Елена Дигина (Таня). Спектакль шел до 2010 года.
- 1994 — Челябинский государственный академический театр драмы имени Наума Орлова, режиссёр Михаил Филимонов
- 1994, 2007 (возобновлен) — Казанский государственный академический русский Большой драматический театр имени В. И. Качалова, режиссёр Александр Славутский, в ролях Михаил Галицкий (Тимофей), Антонина Иванова (Катерина), Надежда Ешкилева (Таня), Марина Кобчикова (Бабка), Марат Голубев (Михаил), Илья Славутский (Виктор)
- 1998 — (под названием «Семейный портрет глазами постороннего») Государственный русский драматический театр имени Н. А. Бестужева, режиссёр Л. Титов
- 2006 — Волгоградский театр юного зрителя, режиссёр Альберт Авходеев, в ролях М. Ланцева. Е. Бабкина. Т. Доронина, В. Краснов, А. Селиверстов, Е. Жданов, В. Кашаева
- Драматический театр им. А. С. Пушкина (Красноярск), режиссёр Андрей Максимов, в ролях Н. Бухонов (Тимофей), Т. Семичева (Катерина), М. Алексеева (Таня), Е. Мокиенко и А. Прибавочная (Бабка), А. Максименко (Михаил), С. Селеменев (Виктор)
- Московский драматический театр им. Рубена Симонова, постановка Вячеслава Шалевича и Я. Натапова, в ролях Михаил Васьков (Тимофей), Елена Ивочкина (Катерина), Виктория Савина (Таня), Светлана Йозефий (Бабушка), Михаил Безобразов (Михаил), Борис Поволоцкий (Виктор)
- Томский областной драматический театр, режиссёр Анатолий Узденский, в ролях Владимир Варенцов, Валентина Бекетова, Людмила Попыванова, Андрей Сидоров
- Русский академический театр драмы Башкортостана, режиссёр Михаил Рабинович, в ролях Владимир Абросимов (Тимофей), Светлана Акимова и Валентина Гринькова (Катерина), Ирина Агашкова (Таня), Галина Мидзяева (бабка), Сергей Басов (Михаил), Владимир Латыпов-Догадов (Виктор)
- (под названием «Семейный портрет с посторонним, или Именины на костылях») Тобольский государственный драматический театр имени П. П. Ершова, режиссёр С. В. Радченко
- Муниципальный театр драмы «Вариант» (Первоуральск), режиссёр Дмитрий Плохов, в ролях Сергей Дубовиков, Наталья Катаева, Андрей Мурайкин, Наталья Петрова, Дмитрий Плохов, Екатерина Ряписова
- Городской драматический театр «Галёрка» (Омск)
- Астраханский драматический театр
- Ростовский театр драмы имени Максима Горького
- 2018 - Курский государственный драматический театр имени А.С.Пушкина, (режиссер-постановщик – заслуженный артист России Александр Швачунов, художник-постановщик – лауреат Государственной премии России Александр Кузнецов)